# Савинский сельсовет (Алтайский край)
Савинский сельсове́т — муниципальное образование со статусом сельского поселения и административно-территориальное образование в Алейском районе Алтайского края России. 
Административный центр — село Савинка.

## Население
| 1997 | 1998 | 1999 | 2000 | 2001 | 2002 | 2003 | 2004 | 2005 |
| ---- | ---- | ---- | ---- | ---- | ---- | ---- | ---- | ---- |
| 668  | ↘658 | ↗661 | ↗668 | ↘633 | ↘623 | ↘572 | ↘547 | ↘546 |
| 2006 | 2007 | 2008 | 2009 | 2010 | 2011 | 2012 | 2013 | 2014 |
| ↗570 | ↗572 | ↘560 | ↘553 | ↘480 | ↘477 | ↘436 | ↘433 | ↗439 |
| 2015 | 2016 | 2017 | 2018 | 2019 | 2020 | 2021 |      |      |
| ↗443 | ↘418 | ↘403 | ↘390 | ↘356 | ↘339 | ↘323 |      |      |

По результатам Всероссийской переписи населения 2010 года численность населения муниципального образования составила 480 человек, в том числе 234 мужчины и 246 женщин.

## Населённые пункты
В состав сельского поселения входит один населённый пункт — село Савинка.